# Saraz
Saraz é uma comuna francesa na região administrativa de Borgonha-Franco-Condado, no departamento de Doubs. Estende-se por uma área de 6,02 km². Em 2010 a comuna tinha 13 habitantes (densidade: 2,2 hab./km²).